# Central-Biografen

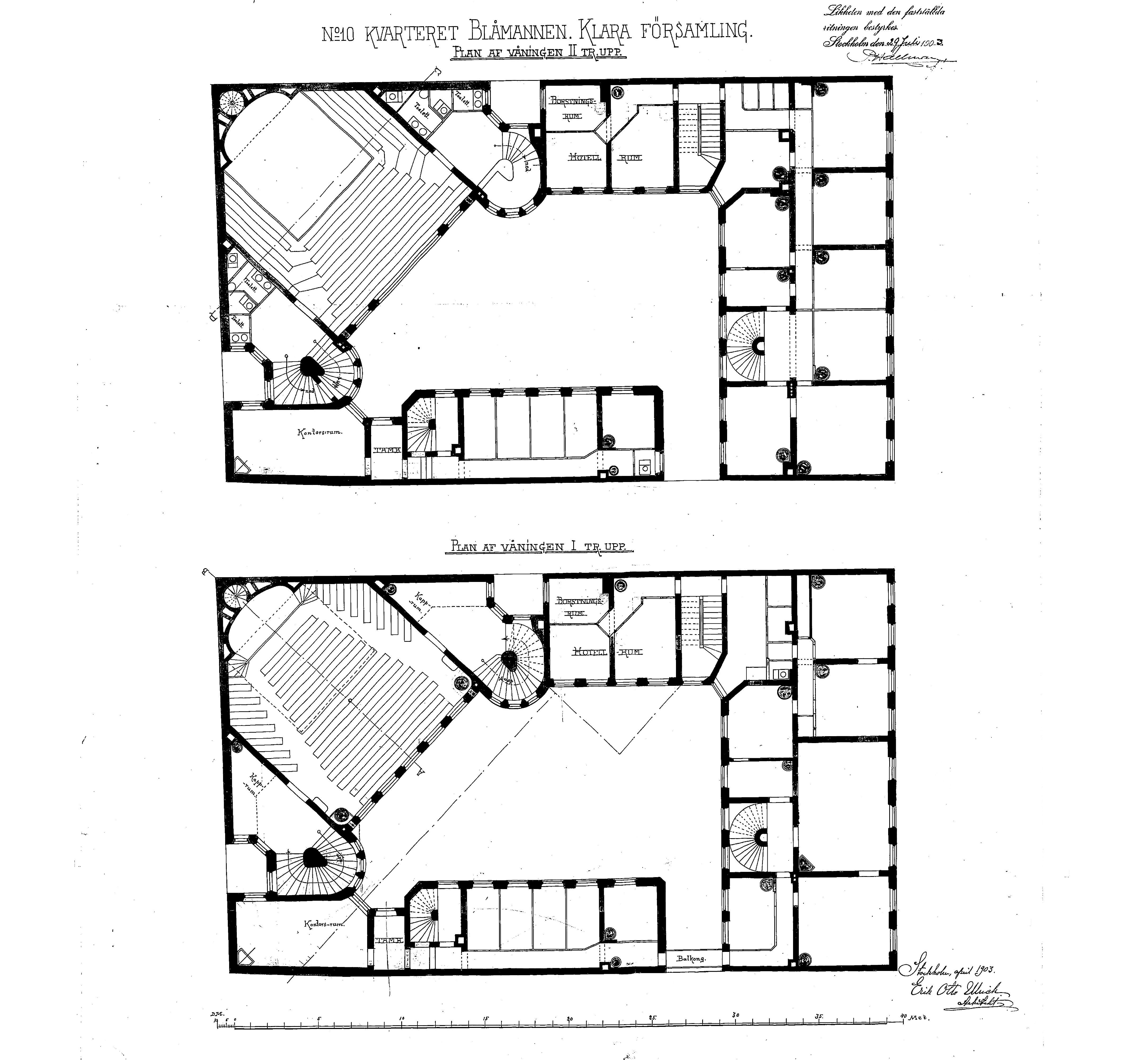
Templarordens festvåning, 1903.

Central-Biografen var en biograf i kvarteret Blåmannen vid Bryggargatan 5 på Norrmalm i Stockholm. Biografen var även känt under namnen Paris-Biograf-Teatern, London och Nya London. Filmvisningarna började i december 1904 och upphörde 1910. På 1920-talet övertogs lokalen av Casinoteatern där Casinorevyn hade sina föreställningar mellan 1941 och 1961. Det fanns även en Central-Biograf i grannhuset Bryggargatan 3 som existerade mellan 1910 och 1928.

## Historik
Central-Biografen låg i det då nybyggda Templarordens hus som 1903 hade uppförts efter ritningar av arkitekt Erik Otto Ulrich på bakgården, Bryggargatan 5. Templarordens nya byggnad hade en festsal med läktare som låg 2½ trappor upp i huset och gav plats åt totalt 421 personer vilket var störst i dåtidens Stockholm. 

### Paris-Biograf-Teatern

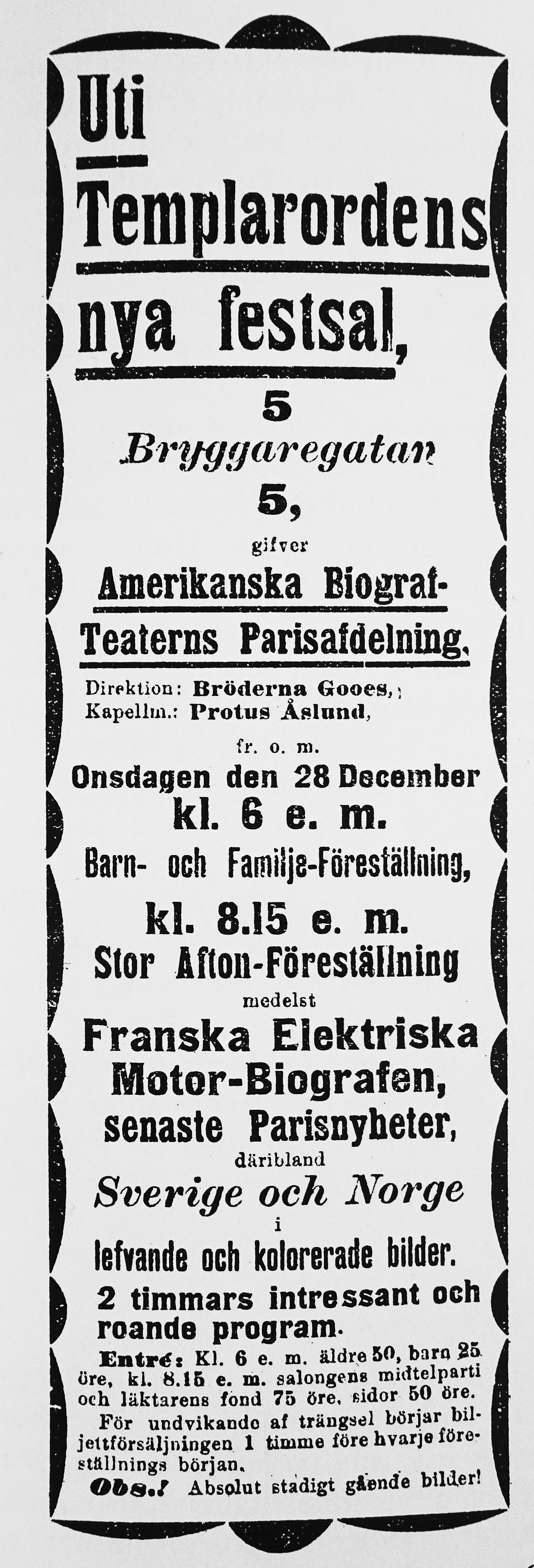
Paris-Biograf-Teaterns annons, 28 december 1904.

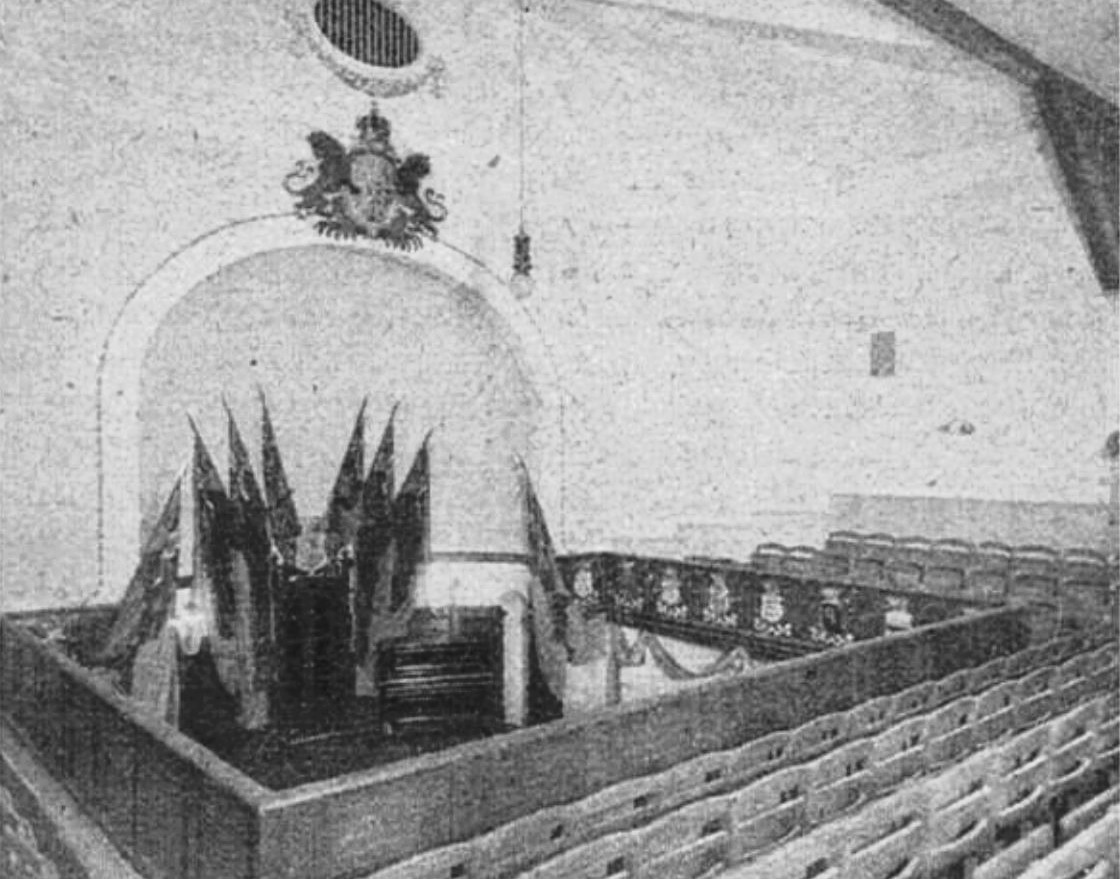
Festsalen från läktaren, 1904.

Det var bröderna Gustav, Gunnar och Anton Gooes som hade hyrt festsalen i Templarordens festlokal för att visa film i Stockholm. Gooesbröderna var svensk-amerikaner och när de vid sekelskiftet 1900 var på en filmförevisning i en biograf på Fifth Avenue i New York insåg de genast affärsmöjligheterna och köpte en Edison Kinetoscope-projektor samt ett par tusen meter film. 
Efter hemkomsten till Sverige turnerade de landet runt och framförde film under namnet ”Amerikanska Biograf-Teaterns Parisavdelning”. Det långa namnet antydde att filmprojektorn var av amerikanskt fabrikat medan filmerna var inspelade i Frankrike. Efter några år tröttnade de på kringflackandet och satsade på en fast biograf i Stockholm. Gooes filmvisningar började den 28 december 1904 i Templarordens festlokal under beteckningen ”Paris-Biograf-Teater”. 
Till en början gick det trögt för bröderna, men sedan Gustaf Gooes köpt några Pathéfilmer i Paris gick affärerna betydligt bättre och intäkterna steg från 35 kronor per tag till över 1000 kronor. Affärsidén var även att visa aktuell film, alltså en sorts tidig journalfilm som gillades av publiken. I mars 1905 annonserade bröderna Gooes ”vördsamt” i Dagens Nyheter:
| ” | Pariser-Biografen anses som den förnämsta i Stockholm därför att Pariser-Biografen alltid medföljer dagshändelserna! Pariser-Biografen visar alltid nya, obegagnade bilder! Pariser-Biografen skyr inga kostnader för inköp af de dyraste, mest förstklassiga bilder. Pariser-Biografen har det största programmet! Pariser-Biografen väljer alltid lärorika och intressanta nummer! Pariser-Biografen har numera ateljé i Stockholm, de bästa apparaterna för att taga och framkalla bilder, så att en händelse af vikt för dagen kan visas på aftonens föreställning, Bryggargatan 5, i Lefvande Bilder. | „ |

På våren 1905 hyrde bröderna Gooes ytterligare en lokal för filmvisning som låg vid Lästmakargatan 5 och som också kallades Paris-Biograf-Teatern (sedermera Bostock). Kort därefter lämnade Gooes Templarordens hus för att satsa på nya filmidéer och andra biograflokaler.

## London
I april 1905 övertogs biograflokalen i Templarordens hus av Nils Petter Nilsson, kallat Häst-Nisse och med tiden en av de stora biografägarna i Stockholm. Han ändrade namnet till London och annonserade i tidningarna som ”Skandinaviens förnämsta biograf-teater” med bland annat numrerade sittplatser. I augusti 1907 lämnade Nilsson Templarordens hus och öppnade en ny biograflokal på andra sidan Bryggargatan (nummer 2) som också fick namnet London (se Biograf London)

## Nya London och Central-Biografen
Filmvisningar fortsatte dock under ny regi i Templarordens festlokal. Biografens namn ändrades då från London till Nya London och i augusti 1908 ändrades namnet på nytt, nu till Central-Biografen. Verksamheten upphörde 1910 i Templarordens festlokal och flyttades till en nybyggd biografsalong i grannhuset Bryggargatan 3. Där existerade Central-Biografen under hela stumfilmtiden fram till 1928, det sista året som Lyran.
Templarordens festlokal användes sedan för nykterhetsmöten och från 1920-talet av Casinoteatern. 1941 intog Casinorevyn lokalen. Byggnaderna revs 1964 för att göra plats åt en  tillbyggnad för Postgirot.